# Нижньосировацька сотня
Нижньосировацька сотня — адміністративно-територіальна та військова одиниця Сумського полку Слобідської України. Сотенний центр — слобода Нижня Суровиця (тепер село Нижня Сироватка Сумського району Сумської області).

## Історія
Заснована 1659 шляхом відселення частини козаків із міста Суми. Одна із найдавніших сотень Сумського полку, де жили представники відомих козацьких родів. Ліквідована 1765 внаслідок московської «реформи» слобідських полків.

### Сотники нижньосировацькі
- Малішевський Матвій Іванович — осадчий та сотник (?) (1659);
- Федоров Павло (1660-?);
- Степанов Григорій (1660 -?);
- Степанов Тимофій (Григорович?) (1662—1664);
- Гребельниченко (Гребінник) Опанас (? — помер до 01.1696 р.);
- Левченко Калина Леонтійович (?-01.1696-?) — сотник або городовий отаман;
- Тихонов Прокіп, одночасно — обозний (поч. XVIII ст.);
- Левченко Григорій Калинович (Калиник Григорій) (?-1728 — 1732-?).
- Маслов Іван Васильович — на козацькій службі з 16.11.1733 р., підпрапорний (16.09.1740 — 22.10.1753), сотник (22.10.1753 — 23.05.1765 (23.05.1766), абшитований поручиком.

### Старшини та урядники
- Надточей Василь (?-1660-?) — сотенний осавул.
- Степанов Тимофій (Григорович?) — отаман (1660—1662).